# Crisis on Infinite Earths (Universo Arrow)
"Crisis on Infinite Earths" ("Crise nas Infinitas Terras", em português) é o sexto crossover anual do Universo Arrow,  apresentando episódios da série de televisão Supergirl, Batwoman, The Flash, Arrow e Legends of Tomorrow na The CW. Os episódios de  Supergirl, Batwoman e The Flash foram ao ar em dezembro de 2019, enquanto os episódios Arrow e Legends of Tomorrow foram ao ar em janeiro de 2020. Os eventos do episódio Black Lightning, "The Book of Resistance: Chapter Four: Earth Crisis" (que foi ao ar entre Batwoman e The Flash), e uma história em quadrinhos de duas edições com personagens e conceitos não utilizados nos episódios live-action também relacionados ao evento.
"Crisis on Infinite Earths", inspirado na história em quadrinhos de mesmo nome, continua a trama estabelecida no crossover anterior, "Elseworlds". Os episódios anteriores da oitava temporada de Arrow e grande parte da sexta temporada de The Flash servem como um prelúdio para o crossover. Em "Crisis", o Monitor reúne o Arqueiro Verde, o Flash, Supergirl, Batwoman, Sara Lance, Ray Palmer e vários outros de todo o multiverso para impedir o Anti-Monitor de destruir a realidade. Os eventos do crossover resultam na reinicialização do Universo Arow, afetando todas a séries.
As referências iniciais ao crossover começaram em 2014 com o episódio piloto de The Flash. A adaptação começou para valer durante o desenvolvimento de "Elseworlds", e o título do crossover foi revelado no final de "Elseworlds" em dezembro de 2018. O elenco foi anunciado em meados de 2019 e incluiu atores que anteriormente retrataram personagens da DC em outras mídias, como como Burt Ward e Kevin Conroy. Cress Williams da série Black Lightning da The CW cruzou com o Universo Arrow pela primeira vez, e outros atores reprisaram seus papéis em vários filmes e séries de televisão da DC. O evento foi filmado do final de setembro ao início de novembro de 2019.
"Crisis on Infinite Earths" foi elogiado pela crítica por seu escopo, ambição e muitas participações especiais, embora o destino de Oliver Queen teve uma recepção mista. Apesar disso, o crossover provou ser popular, já que cada episódio deu avaliações altas da temporada para sua série correspondente. Um aftershow de dois episódios, Crisis Aftermath apresentado por Kevin Smith, foi ao ar após as partes um e três para explorar os eventos do crossover. O próximo crossover, entre Batwoman e Superman & Lois, irá ao ar em 2021.

## Sinopse

### Prelúdio
Para se preparar para a crise que se aproxima, o Monitor recruta Oliver Queen e o envia em missões para coletar uma variedade de itens, enquanto ele recupera o corpo de Lex Luthor e o revive. Enquanto isso, Barry Allen e Iris West-Allen descobrem que a data da crise mudou para dezembro de 2019 e que o Flash deve morrer para salvar bilhões de vidas. Barry viaja para a Terra-3 para ver Jay Garrick e Joan Williams, que rastreiam assinaturas de antimatéria em todo o multiverso, para aprender mais sobre o que acontece com ele. Eles enviam a mente de Barry para frente no tempo, fazendo-o ver bilhões de linhas do tempo onde o multiverso é destruído e aquele onde ele morre salvando-o.
Em uma missão, Oliver testemunha a destruição da Terra-2 de uma onda de antimatéria. Em Star City, William Clayton, Connor Hawke e Mia Smoak viajam no tempo de 2040 até o presente, enquanto Oliver e John Diggle descobrem que Lyla Michaels tem trabalhado com o Monitor. Momentos antes do início da crise, Nash Wells é puxado para uma câmara sob Central City depois de receber a promessa de uma nova vida. Quando a crise começa, o céu sobre Central City e Lian Yu fica vermelho. Lyla, agora uma "precursora do que está por vir", coleta Oliver e Mia em Lian Yu.
Em uma Terra não especificada, o céu também fica vermelho sobre Freeland e reage adversamente aos poderes de Jennifer Pierce, separando-a entre sua Terra e os de dois de seus doppelgängers. Enquanto a família Pierce e Peter Gambi tentam trazê-la de volta, a onda de antimatéria toma conta deles enquanto Jefferson Pierce é transportado para longe.

#### Enredo
A onda de antimatéria destrói incontáveis universos paralelos. Na Terra-38, Brainiac 5 detecta a onda se aproximando de Argo City, levando Kara Danvers a avisar sua mãe Alura Zor-El, seu primo Clark Kent e sua esposa Lois Lane. Clark e Lois enviam seu filho, Jonathan, em uma cápsula de fuga pouco antes da onda chegar. Percursora traz Barry, Kate Kane, Sara Lance e Ray Palmer para a Terra-38 e resgata os Kents de Argo. Enquanto Percursora informa os heróis sobre a situação, o Monitor levanta uma torre para impedir a onda enquanto o DEO e Lena Luthor evacuam os habitantes da Terra-38. Brainy encontra o casulo de Jonathan na Terra-16, então ele, Lois e Sara saem para recuperá-lo enquanto os outros lutam contra as forças do Anti-Monitor. Preparando-se para morrer, Oliver passa o manto do Arqueiro Verde para Mia. Quando ele descobre que Barry está fadado a morrer, no entanto, ele discute com o Monitor sobre o acordo. Os heróis lutam contra um exército demoníaco até que o Monitor os invade fora do mundo. Recusando-se a partir, Oliver anula o Monitor e fica para trás para proteger o êxodo. A equipe de Lois retorna à Terra-1 com Jonathan no momento em que o Monitor traz Oliver moribundo para se despedir. Nash, agora um "Pária" por libertar o Anti-Monitor, anuncia que tudo está perdido.
Percursora recruta Mick Rory da Terra-74 para que os heróis possam usar seu Waverider. Após a morte de Oliver, o Monitor consulta o Livro do Destino e descobre cerca de quatro dos sete Paragons: Esperança (Kara); Destino (Sara); Verdade (um Super-homem que sofreu "mais do que qualquer homem mortal"); e Coragem (o "Morcego do Futuro"). Clark, Lois e Iris localizam o segundo Superman na Terra-96, onde Lex usa o Livro do Destino para fazer uma lavagem cerebral no Clark da Terra até que Lois nocauteia Lex. Kara e Kate viajam para a Terra-99, mas não conseguem recrutar seu Batman após descobrir que ele assassinou o Superman de seu mundo enquanto Sara, Barry, Mia e John Constantine levam Oliver para um Poço de Lázaro na Terra-18 em uma tentativa de ressuscitá-lo, apenas para saber que sua alma está faltando. No Waverider, o Monitor faz Ray construir um "Detector de Paragons", que identifica Kate como o Paragon da Coragem. Percursora é secretamente contatada pelo Anti-Monitor.
O detector de Paragon identifica Barry como o Paragon do Amor, J'onn J'onzz como o Paragon da Honra e o cientista de Ivy Town, Ryan Choi como o Paragon da Humanidade; Iris, Ray e Ralph Dibny partem para recrutar Choi. Após o Monitor restaurar os poderes de Cisco Ramon, ele, Barry e Caitlin Snow encontram Pariah na câmara do Anti-Monitor e encontram um canhão de antimatéria movido pelo Flash da Terra-90. Quando a Cisco liberta Barry-90, o canhão se torna crítico, então Pariah recruta Jefferson de sua Terra recentemente destruída para conter sua energia. Barry-1 se oferece para destruí-lo, mas Barry-90 o impede, dizendo que o Monitor não especificou qual Flash morreria e se sacrifica em seu lugar. Enquanto isso, Constantine, Mia e Diggle visitam Lúcifer na Terra-666 para obter ajuda para entrar no purgatório e recuperar a alma de Oliver. Antes que eles possam partir, um Espectro chamado Jim Corrigan aparece e acena Oliver para ir com ele, forçando a equipe de Constantine a retornar ao Waverider sem ele. De repente, o Anti-Monitor envia a Percursora com lavagem cerebral para matar o Monitor para que ele possa absorver seu poder e terminar de destruir o multiverso. Antes de ser morto, Pariah envia os Paragons para o Ponto de Fuga, onde testemunham Lex substituir Superman-96 por ele mesmo usando uma página do Livro do Destino.
No planeta Maltus 10.000 anos antes, Mar Novu tenta ver o nascimento do universo, apenas para acabar no universo de antimatéria e revelar a existência do multiverso para o Anti-Monitor. Após a destruição do multiverso, os Paragons lutam para sobreviver no Ponto de Fuga. Uma vez que Corrigan o ensina como usar o poder do ESpectro, Oliver vai para o Ponto de Fuga para resgatar os Paragons e fortalecer Barry. Barry deixa Kara, Choi e Lex em Maltus, mas perde temporariamente todos os outros na Força de Aceleração após um encontro com o Anti-Monitor. Kara e Choi convencem Novu a não implementar seus planos antes que Barry os leve e os outros Paragons ao amanhecer dos tempos. Lá, eles aprendem que o Anti-Monitor sempre aprenderá sobre a existência do multiverso porque eles pararam apenas uma versão do Novu. Os Paragons lutam contra o Anti-Monitor e seus demônios das sombras até que Oliver usa o poder do Espectro para restaurar o multiverso, enquanto os Paragons fornecem ajuda através da página de Lex. Apesar de ter sucesso, Oliver morre mais uma vez, com Barry e Sara ao seu lado.
No universo recriado, Os Paragons descobrem apenas que se lembram da crise e que a Terra-1, a Terra-38 e a Terra de Jefferson foram fundidas na Terra-Prime. J'onn usa seus poderes psiônicos para restaurar as memórias de seus aliados enquanto Sara tenta encontrar Oliver. Quando os Paragons são atacados por demônios, um Nash restaurado descobre que o Anti-Monitor ainda está vivo e planeja retomar a destruição do multiverso. Nash, Ray, Barry e Choi desenvolvem uma bomba para encolher o Anti-Monitor e enviá-lo para o microverse. Depois de derrotá-lo, Barry, Kara, Sara, Kate, Clark, J'onn e Jefferson realizam um serviço memorial para Oliver e concordam em proteger seu novo mundo em sua memória.

## Elenco e personagens

### Principal e recorrente
| Ator                  | Personagem                                         | Episódio     | Episódio     | Episódio           | Episódio     | Episódio            |
| Ator                  | Personagem                                         | Supergirl    | Batwoman     | The Flash          | Arrow        | Legends of Tomorrow |
| --------------------- | -------------------------------------------------- | ------------ | ------------ | ------------------ | ------------ | ------------------- |
| Melissa Benoist       | Kara Zor-El / Kara Danvers / Supergirl             | Principal    | Participação | Participação       | Participação | Participação        |
| Chyler Leigh          | Alex Danvers                                       | Principal    |              |                    |              | Participação        |
| Katie McGrath         | Lena Luthor                                        | Principal    |              |                    |              |                     |
| Jesse Rath            | Querl "Brainy" Dox / Brainiac 5                    | Principal    |              |                    |              |                     |
| Nicole Maines         | Nia Nal / Sonhadora                                | Principal    |              |                    |              | Participação        |
| Azie Tesfai           | Kelly Olsen                                        | Principal    |              |                    |              |                     |
| LaMonica Garrett      | Mar Novu / Monitor                                 | Principal    | Principal    | Principal          | Principal    |                     |
| LaMonica Garrett      | Mobius / Anti-Monitor                              |              | Principal    | Principal          | Principal    | Principal           |
| David Harewood        | J'onn J'onzz / Caçador de Marte                    | Principal    |              | Participação       | Participação | Participação        |
| Stephen Amell         | Oliver Queen / Arqueiro Verde / Espectro (Terra-1) | Participação | Participação | Participação       | Principal    | Apenas Voz          |
| Stephen Amell         | Oliver Queen / Arqueiro Verde (Terra-16)           | Participação |              |                    |              |                     |
| Caity Lotz            | Sara Lance / Canário Branco                        | Participação | Participação | Participação       | Participação | Principal           |
| Brandon Routh         | Ray Palmer /Átomo                                  | Participação | Participação | Participação       | Participação | Principal           |
| Brandon Routh         | Clark Kent / Superman (Terra-96)                   |              | Participação | Participação       |              | Participação        |
| Tom Cavanagh          | Nash Wells / Pariah                                | Participação |              | Principal          |              | Participação        |
| Katherine McNamara    | Mia Smoak / Arqueira Verde                         | Participação | Participação | Participação       | Principal    |                     |
| Tyler Hoechlin        | Clark Kent (Terra-38)                              | Participação | Participação | Participação       | Participação | Participação        |
| Elizabeth Tulloch     | Lois Lane (Terra-38)                               | Participação | Participação | Participação       | Participação | Participação        |
| Elizabeth Tulloch     | Lois Lane (Terra-75)                               |              | Participação |                    |              |                     |
| Ruby Rose             | Kate Kane / Batwoman                               | Participação | Principal    | Participação       | Participação | Participação        |
| Grant Gustin          | Barry Allen / Flash                                | Participação | Participação | Principal          | Participação | Participação        |
| Audrey Marie Anderson | Precursora / Lyla Michaels                         | Participação | Participação | Participação       |              | Participação        |
| Camrus Johnson        | Luke Fox (Terra-99)                                |              | Principal    |                    |              |                     |
| Candice Patton        | Iris West-Allen                                    |              | Participação | Principal          |              |                     |
| Dominic Purcell       | Mick Rory / Onda Térmica (Terra-Prime)             |              |              |                    |              | Principal           |
| Dominic Purcell       | Mick Rory / Onda Térmica (Terra-74)                |              | Participação |                    |              |                     |
| Jon Cryer             | Lex Luthor                                         |              | Participação | Participação       | Participação | Participação        |
| Matt Ryan             | John Constantine                                   |              | Participação | Participação       |              | Principal           |
| Danielle Panabaker    | Caitlin Snow / Nevasca                             |              |              | Principal          |              | Participação        |
| Carlos Valdes         | Cisco Ramon / Vibro                                |              |              | Principal          |              |                     |
| Hartley Sawyer        | Ralph Dibny / Homem Elástico                       |              |              | Principal          |              |                     |
| David Ramsey          | John Diggle                                        |              |              | Participação       | Principal    | Participação        |
| Osric Chau            | Ryan Choi                                          |              |              | Participação       | Participação | Participação        |
| Rick Gonzalez         | Rene Ramirez / Cão Raivoso                         |              |              | Imagens de arquivo | Principal    | Participação        |
| Juliana Harkavy       | Dinah Drake / Canário Negro                        |              |              | Imagens de arquivo | Principal    | Participação        |
| Katie Cassidy         | Laurel Lance / Canário Negro (Terra-1)             |              |              |                    | Principal    |                     |
| Jes Macallan          | Ava Sharpe                                         |              |              |                    |              | Principal           |
| Nick Zano             | Nate Heywood                                       |              |              |                    |              | Principal           |

- Nota: Apesar de terem sido creditados, Andrea Brooks, Julie Gonzalo e Staz Nair não aparecem no episódio de Supergirl;[14] Danielle Nicolet e Jesse L. Martin não aparecem no episódio de The Flash;[16] Ben Lewis e Joseph David Jones não aparecem no episódio de Arrow;[17] e Tala Ashe, Maisie Richardson-Sellers, Courtney Ford e Ramona Young não aparecem no episódio Legends of Tomorrow.[18]

### Convidados
| - Erica Durance como Alura Zor-El (Terra-38) - Burt Ward como Dick Grayson (Terra-66) - Robert Wuhl como Alexander Knox (Terra-89) - Griffin Newman como um anfitrião de uma noite de trivia - Wil Wheaton como um manifestante do dia do juízo final - Alan Ritchson como Hank Hall / Rapina (Terra-9)† - Curran Walters como Jason Todd / Robin (Terra-9)† - Russell Tovey como Ray Terrill / The Ray† - Tom Welling como Clark Kent (Terra-167) - Kevin Conroy como Bruce Wayne (Terra-99) - Johnathon Schaech como Jonah Hex (Terra-18) - Erica Durance como Lois Lane (Terra-167) - Wentworth Miller como a voz da inteligência artificial Leonard (Terra-74) - Cress Williams como Jefferson Pierce / Raio Negro (Terra-73) - Ashley Scott como Helena Kyle / Caçadora (Terra-203) - Stephen Lobo como Jim Corrigan / Espectro - John Wesley Shipp como Barry Allen / Flash (Terra-90) - Tom Ellis como Lúcifer Morningstar (Terra-666) - Wentworth Miller como a voz da inteligência artificial Leonard (Terra-74) - Dina Meyer como a voz de Barbara Gordon / Oráculo (Terra-203)† - Amanda Pays como Tina McGee (Terra-90)† | - Stephen Lobo como Jim Corrigan / Espectro - Melanie Merkosky como Xneen Novu - Ezra Miller como Barry Allen/Flash (Universo Estendido DC) - Cress Williams como Jefferson Pierce / Raio Negro - Reina Hardesty como Joss Jackam / Bruxa do Tempo - Eileen Pedde como a Presidente dos Estados Unidos - Marv Wolfman como ele mesmo - Raúl Herrera como Sargon, o Feiticeiro - Benjamin Diskin como a voz do Beebo† - Brec Bassinger como Courtney Whitmore / Stargirl (Terra-2)† - Yvette Monreal como Yolanda Montez / Pantera II (Terra-2)† - Anjelika Washington como Beth Chapel / Doutora Meia-Noite II† - Cameron Gellman como Rick Tyler / Homem-Hora II† - Derek Mears como Monstro do Pântano (Terra-19)†} - Teagan Croft como Rachel Roth/Ravena (Terra-9)† - Curran Walters como Jason Todd / Robin (Terra-9)† - Alan Ritchson como Hank Hall / Rapina (Terra-9)† - Minka Kelly como Dawn Granger / Columba (Terra-9)† - Anna Diop como Koriand'r / Kory Anders / Estelar (Terra-9)† - April Bowlby como Rita Farr (Terra-21)† - Diane Guerrero como Jane (Terra-21)† - Joivan Wade como Victor "Vic" Stone / Ciborgue (Terra-21)† - Riley Shanahan como Cliff Steele (Terra-21)† - Matthew Zuk como Larry Trainor (Terra-21)† |

## Produção

### Desenvolvimento
"Crisis on Infinite Earths" foi sugerido pela primeira vez no Universo Arrow no episódio piloto de The Flash. Em setembro de 2018, três meses antes do lançamento de "Elseworlds" (o crossover do Universo Arrow na temporada de televisão de 2018–19), o produtor executivo de Legends of Tomorrow, Phil Klemmer, disse que o próximo crossover tinha "uma forma solta". No início de dezembro de 2018, uma semana antes da exibição de "Elseworlds", a showrunner de Arrow, Beth Schwartz, disse que os produtores de toda a série "já sabem muito sobre o que está acontecendo no crossover do próximo ano"; de acordo com Marc Guggenheim, "Elseworlds" iria "estabelecer as bases" para isso. O final de "Elseworlds" revelou o título e a premissa do crossover como "Crisis on Infinite Earths", adaptando da história em quadrinhos de mesmo nome."Elseworlds" apresentou os personagens Mar Novu / Monitor e Pirata-Psíquico, e aludiu a uma "crise" iminente.
Em janeiro de 2019, o showrunner do The Flash, Todd Helbing, disse que o restante da quinta temporada conteria elementos do próximo crossover. O presidente da The CW, Mark Pedowitz, chamou o crossover de "o maior e mais complicado" até o momento e estava esperançoso de que Legends of Tomorrow (que não participou de "Elseworlds" por causa de complicações de produção) fizesse parte de "Crisis". Em maio de 2019, Pedowitz anunciou na apresentação inicial da The CW que o crossover incluiria The Flash, Arrow, Supergirl, Legends of Tomorrow e Batwoman em um evento de cinco episódios no final de 2019 e início de 2020. O crossover ocorreu no nono episódio da quinta temporada de Supergirl, na primeira temporada de Batwoman, e na sexta temporada de The Flash, no oitavo episódio da oitava temporada de Arrow, e como um episódio especial da quinta temporada de Legends of Tomorrow, que ainda não havia começado a ir ao ar; este episódio não é considerado a estreia da temporada da série.  Guggenheim disse que quando eles apresentaram o crossover pela primeira vez ao estúdio e à rede, os criadores enfatizaram que não queriam que o evento fosse "Crise nas Terras da CW", mas "tocasse o máximo possível de produções da DC." Sobre a comparação do crossover com o filme do Universo Cinematográfico Marvel, Avengers: Endgame (2019), Guggenheim disse "para Barry e Oliver, há um desfecho emocional que lembra Endgame ... Endgame é um ponto de exclamação. 'Crisis' é um ponto e vírgula".

### Preparação
Os finais da temporada de maio de 2019 de The Flash, Arrow, Supergirl e Legends of Tomorrow continham dicas do próximo crossover, com o Monitor aparecendo em todas as séries, exceto em The Flash. O showrunner da sexta temporada de The Flash, Eric Wallace, disse que quando todos os showrunners da série discutiram os planos para sua série antes do crossover, "toda essa sinergia começou a acontecer" com "muita colaboração cruzada" a serviço dos eventos do crossover. Wallace sentiu que os temas de luto, morte e o fim de todos os mundos em "Crise" trabalharam com a história que eles estavam tentando contar na sexta temporada de The Flash do vilão Ramsey Rosso / Hemoglobina, "que está enfrentando o seu próprio fim mundo". Isso permitiu que o início da temporada ajudasse a definir o crossover.
A maior parte da oitava temporada de Arrow é um prelúdio para o crossover. Os escritores do Arrow consultaram seus colegas de The Flash sobre a destruição da Terra-2 na "Starling City" para garantir que eles pudessem destruir a Terra. Em Supergirl, o co-showrunner Robert Rovner disse que a temporada provocaria o crossover "do nosso jeito, que é um pouco diferente do jeito que Arrow e The Flash estão fazendo". Rovner citou o retorno de Malefic (irmão de J'onn J'onzz) como o principal fio da trama que levou ao crossover, chamando-o de "uma luva para J'onn". LaMonica Garrett, que interpreta o Monitor e o Anti-Monitor, disse antes do crossover que a "presença do Anti-Monitor [seria] sentida antes de você vê-lo fisicamente ... Você vê apenas o suficiente dele para saber que esse cara é sério, mas não está em seu rosto em todas as cenas que levam ao "crossover. Os episódios anteriores de Batwoman, Supergirl, The Flash e Arrow continham uma cena pós-crédito de Nash Wells acessando uma câmara sob Central City.

### Ligações
O episódio de Black Lightning, "The Book of Resistance: Chapter Four: Earth Crisis" vinculado a "Crisis on Infinite Earths" antes de Jefferson Pierce aparecer pela primeira vez no episódio de The Flash do crossover. No episódio de Black Lightning, um céu vermelho cobre Freeland antes que a anti-matéria atinja Jennifer Pierce e a envie para um vazio onde ela encontra suas contrapartes da Terra-1 e 2. Uma onda de anti-matéria apaga eles e sua Terra, exceto Jefferson, que é transportado para um local desconhecido.
A história cruzada foi expandida em uma série de quadrinhos de duas edições, Crisis on Infinite Earths Giant, escrita por Marv Wolfman (que escreveu a série original de 1985) e Guggenheim, e ilustrada por Tom Derenick, Trevor Scott, John Kalisz, Andy Owens, Hi Fi, Tom Grummett, Danny Miki e Chris Sotomayor. A série reimprimiu o material da história em quadrinhos Crise nas Infinitas Terras original, e sua segunda edição incluiu material do DC Universe: Legacies #6 (2010). Sobre a série, Guggenheim disse que seu conceito "surgiu bem no início do processo", quando se percebeu que o escopo da história ultrapassaria os cinco episódios. Ao criar os quadrinhos, permitiu aos produtores utilizar "todos os personagens que não temos no crossover por razões logísticas, financeiras ou criativas ... [A série de quadrinhos] nos permite contar um peça principal da história que estamos projetando, com personagens e conceitos que não poderíamos alcançar na versão live-action." Seus quatro personagens principais são Felicity Smoak, The Ray, Nyssa al Ghul e Wally West, além de aparições de Átomo, Sara Lance, Batwoman, o Flash, o Monitor, Lex Luthor e outros. Consideração séria foi dada à Caçadora, mas Guggenheim optou por Nyssa al Ghul porque "tínhamos feito uma ligação nas historias em quadrinhos que ligava a segunda e a terceira temporada de Arrow e [Caçadora] não tinha destaque nisso, então Nyssa teve a chance de ser imortalizada dessa forma". Wolfman acrescentou que os quadrinhos foram "criados para se encaixar perfeitamente com os programas da The CW", então parecia uma parte principal da história e não auxiliar: "Isso é parte integrante de todo o enredo." O primeiro quadrinho foi lançado na Walmart em 15 de dezembro de 2019, com o segundo lançamento em 19 de janeiro de 2020; ambos foram lançados nas lojas de quadrinhos no mês seguinte. A série se passa durante a primeira parte do episódio do crossover de Batwoman. Suas histórias e conteúdo extra dos bastidores foram publicados em uma edição de capa dura de luxo em 7 de julho de 2020.

### Roteiro

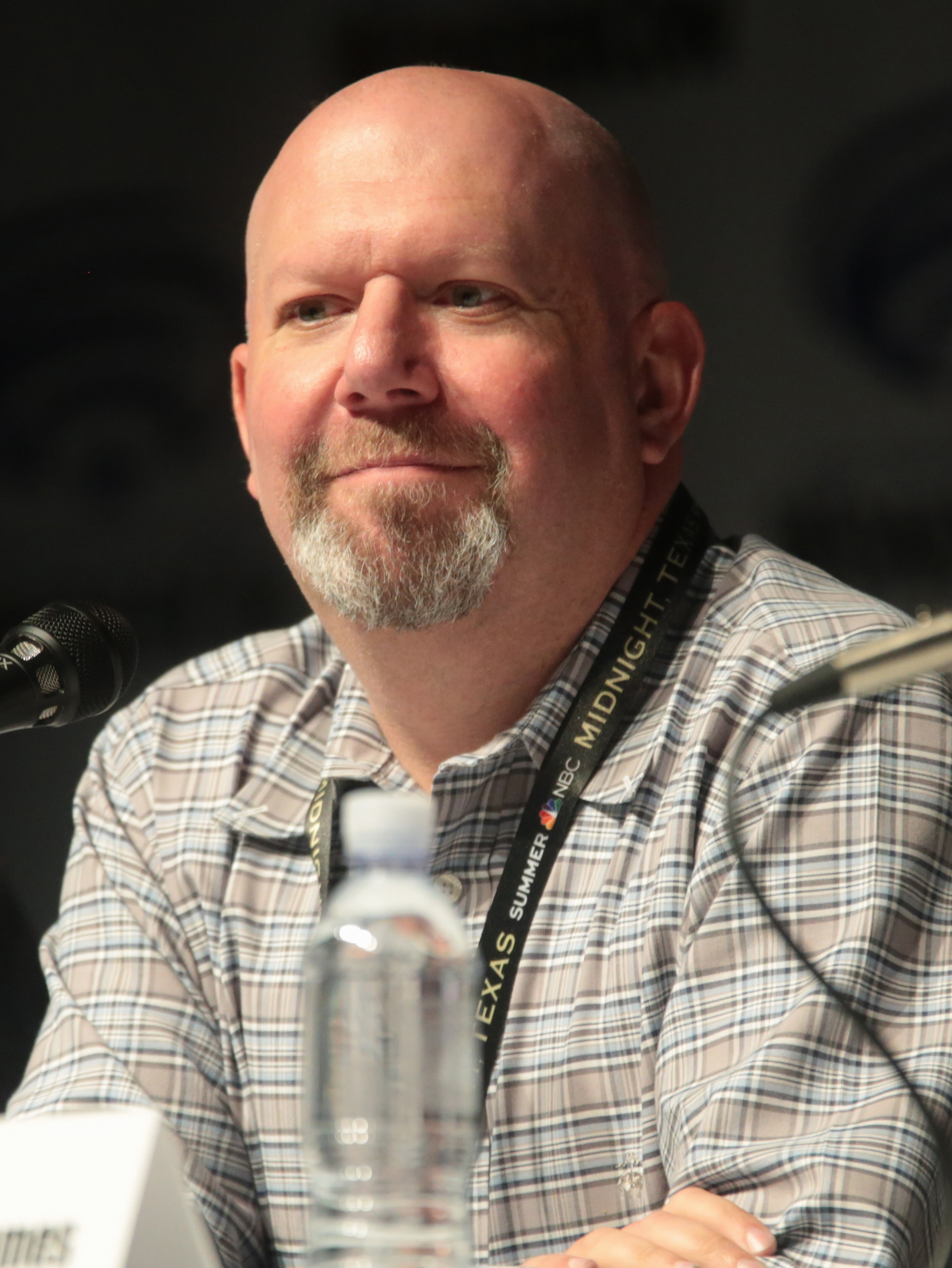
Marc Guggenheim foi o criador geral de "Crisis on Infinite Earths"

O episódio de Supergirl foi escrito por Derek Simon e Jay Faerber, com Robert Rovner e Guggenheim contribuindo para a história; Don Whitehead e Holly Henderson escreveram o episódio de Batwoman; e Lauren Certo e Sterling Gates escreveram o episódio de The Flash, baseado em uma história de Eric Wallace. O episódio de Arrow foi co-escrito por Wolfman e Guggenheim, e o episódio de Legends of Tomorrow foi escrito por Keto Shimizu e Ubah Mohamed.
Os escritores se reuniram para uma sessão de duas semanas para trabalhar no crossover. Guggenheim, que foi o criador geral de "Crisis on Infinite Earths", começou criando "uma série de grandes batidas de sustentação que poderiam acontecer em cada uma das cinco horas". Esses momentos foram projetados para serem modulares e podem ser movidos ao longo dos episódios dependendo das necessidades criativas de cada série, disponibilidade do ator e outros fatores, ao mesmo tempo que determinam a ordem dos episódios. O modelo inicial do Guggenheim tinha Arrow como a quarta hora e Legends of Tomorrow a quinta, "porque em crossovers anteriores, Legends sempre foi o final do crossover". A The CW solicitou que The Flash fosse a terceira hora e depois de trabalhar "esses eixos de sustentação, por uma variedade de motivos de enredo diferentes, fez muito sentido para a primeira hora ser Supergirl". Batwoman foi a segunda hora. Certos personagens foram considerados "integrais", enquanto outros fariam aparições, dependendo da disponibilidade do ator.
Com os grandes momentos determinados, os roteiristas se separaram para escrever cada episódio. O grupo se reuniu novamente para revisar o todo, fazendo os ajustes necessários. Os escritores de cada série trabalhariam nas cenas de seu personagem-título, para garantir consistência. Para cenas ambientadas em Gotham City, a showrunner de Batwoman, Caroline Dries, manteve o tom fundamentado da série porque "não era normal [os personagens de Batwoman] interagirem com alienígenas e viajar para diferentes universos". Embora o crossover seja considerado "um épico de cinco horas", o personagem-título de cada série e os personagens apropriados a esses mundos (como Barry Allen (Terra-90) aparecendo em The Flash) são destacados. Os roteiros dos episódios foram concluídos no início de setembro de 2019.
A história em quadrinhos original foi criada para ajudar nos problemas de continuidade da DC Comics; uma vez que no Universo Arrow não os possui, o crossover permitiu que seus criadores se concentrassem nos personagens e em suas interações. O relacionamento de Supergirl e Batwoman foi desenvolvido, depois que foi visto no final de "Elseworlds" que "esses dois personagens [estão] apoiando um ao outro da mesma maneira que Barry e Oliver se apoiaram em crossovers anteriores". ] Esta versão do Anti-Monitor foi inspirada na aparência do personagem no novo enredo dos Novos 52, "Darkseid Wars".  Sara Lance é o foco dos personagens de Legends of Tomorrow, com o crossover "dando início à jornada emocional de Sara para a 5ª temporada de Legends" e dando a Sara "uma perspectiva diferente sobre as coisas".
Guggenheim disse que o crossover tentaria incorporar "momentos seminais" da história em quadrinhos, abrindo com uma destruição semelhante de universos paralelos. Em relação às mortes de Supergirl e do Flash na história em quadrinhos, Wallace admitiu que os escritores "não podem simplesmente matar todos os nossos números um em nossos programas", mas um equilíbrio adequado foi encontrado em matar alguns. Embora tenha sido revelado em "Elseworlds" que Oliver morreria no crossover (o que, Guggenheim sentiu, "estragou nossa própria história"), sua morte na primeira hora foi uma tentativa de "surpreender o público", que esperava que ele fizesse morrer no quinto; também "estabeleceu as apostas nas próximas quatro horas". A morte de Barry Allen da Terra-90 na terceira hora foi "uma forma de honrar o que foi dito [pelo] Monitor ... dizendo que o Flash deve morrer", sem matar o personagem de Grant Gustin. De acordo com Wallace, isso deu "uma reviravolta na história, [entrar] em alguma emoção" enquanto "completava um arco de 30 anos" para o personagem de John Wesley Shipp. A cena de flashback da série de televisão, The Flash (1990) foi adicionada durante a edição do episódio "para dar um pouco de sua vida passando diante de seus olhos". Oliver morre pela segunda vez no final do episódio de Arrow. Guggenheim disse que também foi feito para "[surpreender] o público com o inesperado" ... "Acho que (Stephen Amell) gostou A) a oportunidade de representar duas cenas de morte e B) o truque criativo em termos de surpresa o público."
A inclusão de Clark Kent e Lois Lane de Smallville no crossover explorou os personagens depois que Smallville terminou. Erica Durance, que interpretou Lois Lane na série, disse: "É uma pequena olhada em seu futuro e nas diferentes escolhas que fizeram para ficarem juntos. É um momento de círculo completo que é muito bom." O episódio de Batwoman em que os personagens aparecem foi escrito por ex-escritores de Smallville, permitindo que Guggenheim "[se afastasse] e os deixasse falar para onde as coisas estavam indo. Como um fã do show, ele respondeu a muitas perguntas que eu tinha. Ele forneceu um grande encerramento, eu acho, de uma maneira muito boa." A remoção dos poderes deste Clark foi uma referência a Superman II, onde o Superman de Christopher Reeve cede temporariamente seus poderes. Embora os detalhes de como o Clark de Smallville perdeu seus poderes não sejam explorados, “a ideia de que Clark abriria mão de seus poderes para ter esse tipo de vida, que realmente ressoou com todos” os escritores e Tom Welling. Os artigos do Planeta Diário escritos por Lois foram mostrados "para deixar muito claro" para o público "que ele se tornou o Superman, que teve todas essas aventuras, mas elas foram deixadas para sua imaginação". O material de Smallville no crossover foi compartilhado com o co-criador de Smallville, Alfred Gough, antes do início das filmagens. Os três atores que interpretaram Clark Kent / Superman no crossover não tinham uma cena escrita contendo os três. Os escritores queriam uma distinção clara entre o personagem de Welling na Fazenda Kent e o personagem de Routh no Planeta Diário. Guggenheim disse, "O desejo de ter vários Supermans [juntos] é o que inspirou a história de backup" na ligação em quadrinhos. Aparecer como Bruce Wayne em live-action pela primeira vez permitiu que Kevin Conroy "explorasse muitos [os] cantos sombrios" do personagem de uma maneira diferente de quando ele deu voz a uma versão mais antiga do personagem na série animada Batman do Futuro.
O aparecimento de Lúcifer Morningstar foi considerado cinco anos antes dos eventos de Lúcifer, de acordo com o ator Tom Ellis: "Este é ele em seu playboy de verdade, no estágio de não dar a mínima em sua vida. Ele é muito irreverente com nossos personagens quando eles aparecem em cena e obviamente, com Constantine, há alguma história lá." Sua cena, escrita por Certo (um fã de Lúcifer), foi enviada para a equipe de criação daquela série para seu comentários. O co-showrunner de Lucifer, Joe Henderson, sugeriu a piada de flerte de Lúcifer, e Ellis contribuiu com sua pronúncia de Constantine como "Constantyne". Henderson chamou a aparência de Lúcifer de "a coisa mais legal", já que ele queria participar do crossover quando soube que estava adaptando Crisis on Infinite Earths. A inclusão do Raio Negro foi decidida "muito tarde no jogo", de acordo com Guggenheim. Ele trabalhou em estreita colaboração com o showrunner Salim Akil de Black Lightning para incorporar o personagem não como uma participação especial, mas "de uma maneira que pareça significativa". Uma vez que os elementos logísticos e criativos foram resolvidos, Raio Negro "elevou o crossover a outro nível". O ator Cress Williams disse que o personagem entra "de uma forma muito surpreendente. Ele não está preparado para isso. Então, ele não conhece essas pessoas". Por causa disso, há "algum conflito no início, quando ele está tentando descobrir quem são vocês e por que estou aqui?".
A jornada de Barry pela Força de Aceleração na hora de Arrow foi uma oportunidade para os escritores "revisitarem uma série de 'maiores sucessos' de Oliver, momentos-chave em termos de relacionamentos ... é um pouco como 'Antes de morrer, seu a vida passa diante do tipo de sensação dos seus olhos"; eles queriam "olhar para trás antes da morte de Oliver". A luta de Oliver e Diggle no episódio da sexta temporada de Arrow, "Brothers in Arms", foi originalmente planejada para a cena de Kate na Força de Aceleração, na qual ela ajuda a separar a luta. Já que os escritores consideraram a sexta temporada "relativamente recente", eles escolheram "Suicidal Tendencies" da terceira temporada. Este episódio (um dos favoritos de Guggenheim) e a discussão entre Oliver e Ray ajudaram a mostrar "o quanto todos os shows evoluíram e as relações entre os personagens evoluíram". Os outros momentos da Força de Aceleração foram baseados em "mostrar o quão longe os personagens chegaram". Na Força de Aceleração, Barry encontra com Barry Allen de Ezra Miller do Universo Estendido DC (DCEU). Guggenheim trabalhou com o diretor de criação da DC Comics Jim Lee e o vice-presidente de filmes da DC Entertainment, Adam Schlagman, na cena para garantir que não entraria em conflito com seu filme Flash planejado, que também lida com o multiverso. Muito do diálogo entre Gustin e Miller foi improvisado. O Allen de Miller, que ainda não usava o apelido de "The Flash", recebeu o nome do Allen de Grant na cena.
O vislumbre de Stargirl e da Sociedade da Justiça da América na Terra-2 de Stargirl não foi originalmente intencional. O criador de Stargirl, Geoff Johns, disse que a produção da série foi concluída, e Pedowitz defendeu sua inclusão após ver as imagens da série. Johns continuou: "Fiquei incrivelmente animado com a oportunidade, porque significava que mais pessoas iriam vê-lo. E [no tom], Stargirl e o show sempre foram para todos. Qualquer um pode assistir. Então ele se encaixa perfeitamente nisso mundo." O fim do crossover vê Barry convertendo a velho hangar dos laboratórios S.T.A.R. do crossover "Invasão!" para um local onde os heróis poderiam se reunir, junto com a sugestão de uma possível introdução de Gleek e dos Supergêmeos. Essas dicas foram uma "parte divertida" para os escritores encerrarem o crossover, uma vez que uma versão inicial do roteiro tinha os Supergêmeos fazendo uma aparição.
Embora as primeiras alusões a "Crise" no Flash mencionassem o Flash Reverso, e Tom Cavanagh teria reprisado seu papel no crossover, o personagem não apareceu. Guggenheim não quis ficar em dívida com isso, apontando que a manchete do jornal que o mencionava havia sido criada por executivos não mais envolvidos com a série ou com este crossover. O personagem também já havia aparecido com destaque em crossovers anteriores. Pirata-Psíquico, incluído em "Elseworlds", também apareceu nas primeiras versões do crossover. Guggenheim disse que não foi incluído porque "dada a história que estávamos contando, a única razão pela qual o estávamos lá era porque ele estava na história em quadrinhos original". Guggenheim tentou fazer com que Monstro do Pântano parecesse interagir com Constantine, dada sua história e relacionamento nos quadrinhos. Embora Guggenheim a considerasse "uma inclusão realmente importante", "por uma variedade de razões diferentes" ela não aconteceu.

### Escolha do elenco
LaMonica Garrett foi como escalado para o elenco regular em todas as séries (recebendo crédito nos episódios em que apareceu antes do crossover) para garantir que ele estaria disponível para "Crisis" e sua preparação. O elenco foi anunciado na San Diego Comic-Con de julho de 2019. Eles incluíram: Tyler Hoechlin, reprisando seu papel como Superman, enquanto Brandon Routh, que interpreta Ray Palmer / Átomo no Universo Arrow, iria reprisar seu papel como Superman de Superman Returns (2006) em "um mundo mais velho e cansado "versão inspirada nos quadrinhos do Reino do Amanhã do Superman; Tom Cavanagh também retratando Pariah, além de Nash Wells; Burt Ward, que interpretou Dick Grayson / Robin na série de televisão do Batman dos anos 1960  foi escalado para um papel não revelado; Amell interpretaria várias versões de Oliver Queen; Jon Cryer repetiria seu papel como Lex Luthor; e Garrett interpretaria o Anti-Monitor e o Monitor. Luthor não foi originalmente planejado para aparecer, mas Cryer conversou com o presidente da Warner Bros. Television, Peter Roth, sobre a proeminência do personagem na história em quadrinhos original para fazer lobby por sua inclusão. Pouco depois, Elizabeth Tulloch foi confirmada para reprisar seu papel como Lois Lane.
Pedowitz anunciou na turnê de imprensa da Television Critics Association no mês seguinte que os membros do elenco de Black Lightning apareceriam (anteriormente sugerido por Cress Williams), e Kevin Conroy interpretaria um Bruce Wayne idoso após dublar o personagem em múltiplos mídia animada. Conroy "aproveitou" a oportunidade de retratar Bruce em live-action pela primeira vez, dizendo que isso iria satisfazer a base de fãs "leais" de Batman: The Animated Series.Guggenheim disse que embora os produtores tenham discutido com a DC e a Warner Bros. a possibilidade de Lynda Carter reprisar seu papel como Mulher Maravilha da série de televisão de 1975, eles sentiram que era improvável.
Johnathon Schaech foi confirmado como reprisando seu papel como Jonah Hex em setembro de 2019, e John Wesley Shipp foi escalado para um papel não revelado logo depois. Nessa época, Tom Ellis foi abordado para aparecer como Lúcifer Morningstar da série Lúcifer. Ellis tinha "falado ao longo dos anos sobre Lúcifer ser um personagem da DC e 'Há alguma chance de isso acontecer?'", Dizendo que "Crise" era uma boa chance de explorar essa conexão. Em meados de setembro, foi anunciado que Tom Welling e Erica Durance iriam reprisar seus papéis como Clark Kent e Lois Lane, respectivamente, de Smallville; Durance também iria repetir seu papel no Universo Arrow como Alura Zor-El. Michael Rosenbaum, que interpretou Lex Luthor em Smallville, disse que recusou a Warner Bros. e a oferta dos produtores de reprisar o papel em "Crisis".. Alan Ritchson, que interpretou Arthur Curry / Aquaman em Smallville, também recusou a oferta de repetir seu papel no crossover devido a conflitos de programação com Titans; no entanto, ele apareceu em imagens de arquivo como Hank Hall / Rapina de Titans. Osric Chau foi escalado como Ryan Choi no final do mês, e Ashley Scott foi confirmado como reprisando seu papel como Helena Kyle / Caçadora de Birds of Prey.
No início de outubro, Audrey Marie Anderson foi anunciada como reprisando seu papel como Lyla Michaels, enquanto também assumia a persona Percursora dos quadrinhos; Lyla usou anteriormente "Percursora" como seu codinome da A.R.G.U.S.. Naquele mês, Stephen Lobo foi escalado como Jim Corrigan. Naquela época, os produtores abordaram Nicolas Cage, que havia sido contratado para interpretar o Superman no planejado filme Superman Lives. Guggenheim mais tarde lamentou ter mencionado Cage, e tentou evitar insinuar o envolvimento de outros atores porque ele não queria que os fãs "explodissem" seus feeds do Twitter com perguntas sobre por que eles não apareceram. No final de novembro, foi relatado que Brec Bassinger apareceria no crossover como Courtney Whitmore / Stargirl antes do lançamento de sua série da DC Universe no meio de 2020.
Ezra Miller apareceu no episódio de Arrow reprisando seu papel no DCEU como Barry Allen. Durante as discussões de desenvolvimento para o filme Flash, foi sugerido que Miller aparecesse no crossover, e Miller imediatamente concordou, já que ele "entende a importância do Flash e do papel [do personagem] no multiverso". Roth então falou com Guggenheim sobre a inclusão de Miller e Guggenheim abordou Gustin para ver se ele estaria "a bordo" com a aparição de Miller, e Gustin "estava incrivelmente entusiasmado" com a ideia;Guggenheim chamou Jim Lee de "instrumental para [a participação especial] acontecer".
Vários outros atores foram considerados e abordados para participações especiais. Havia "uma série de razões pelas quais" certas participações especiais não ocorreram, de acordo com Guggenheim, já que alguns atores estavam ocupados com outros projetos, alguns não estavam interessados no crossover e outros solicitaram mais dinheiro do que o orçamento permitia. Cameron Cuffe, que estrelou como Seg-El em Krypton, foi abordado para aparecer como um ancião kryptoniano holográfico quando Argo City foi evacuada. Embora Cuffe tenha dito que "queria fazer [a participação especial] acontecer", ele se comprometeu com outro projeto.

### Filmagens
A produção de "Crisis on Infinite Earths" começou em 24 de setembro de 2019. As filmagens na casa da fazenda da família Kent foram feitas no final do mês; a casa da fazenda havia aparecido anteriormente no crossover "Elseworlds" e em Smallville. A produção do episódio de Legends of Tomorrow começou em 4 de outubro. Williams fez uma pausa nas filmagens de Black Lightning em Atlanta para passar uma semana filmando suas partes do crossover em Vancouver. Suas cenas foram revisadas pela equipe de Black Lightning para garantir que sua caracterização fosse consistente com a série. A filmagem primária foi concluída em 8 de novembro, com refilmagens e filmagens menores em 19 de dezembro. Quando a participação de Miller foi finalizada, uma pequena equipe de The Flash filmou, já que a equipe de Arrow já havia terminado a série e não estava mais por perto.
Os diretores do crossover incluíram Jesse Warn (Supergirl), Laura Belsey (Batwoman), David McWhirter (The Flash), Glen Winter (Arrow), e Gregory Smith (Legends of Tomorrow). Eles foram contratados especificamente para o crossover, devido à sua experiência anterior de trabalho no Universo Arrow, permitindo que eles (e seus diretores de fotografia) criassem um visual unificado. Batwoman, que normalmente é filmado com uma proporção de aspecto diferente da outra série, usou a mesma proporção da outra série para consistência. Uma série de cenas de ação, particularmente nos episódios Supergirl e Arrow, foram filmadas com drones.

### Música
Blake Neely e seus colaboradores Nathaniel Blume, Sherri Chung e Daniel Chan começaram a trabalhar no crossover em 20 de novembro de 2019, e a partitura foi gravada por uma orquestra em 2 de dezembro.  Tony Kanal e Stephen Perkins foram os artistas destacados na partitura. Neely incorporou uma série de Easter eggs musicais na trilha, alguns dos quais eram "pistas que a produção tentou obter os direitos por anos"; pistas incluíram o tema da série de televisão do Batman dos anos 1960, o tema do filme do Batman de 1989, "dicas" do tema de Batman: The Animated Series, o tema da marcha e "Can You Read My Mind?" do filme Superman de 1978, o tema da série de televisão The Flash (1990), e o tema de Superamigos.

### Efeitos no Universo Arrow

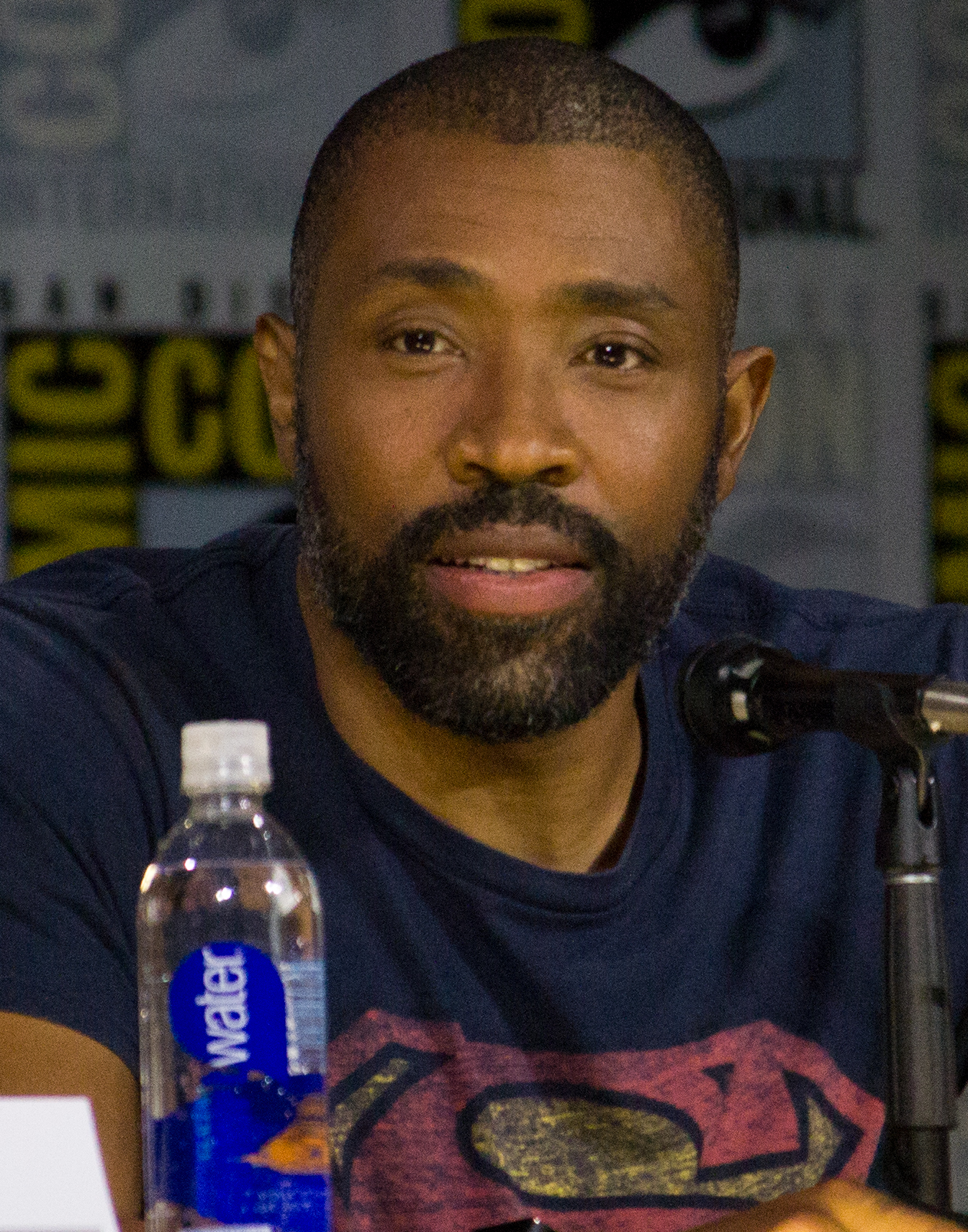
Como resultado do crossover, o personagem e série de Cress Williams foram fundidos com as outras séries do Universo Arrow formando a Terra-Prime.

Antes do crossover, Guggenheim disse a cada um dos showrunners da série que "há uma oportunidade aqui para introduzir algumas mudanças importantes no status quo", se eles desejarem; isso foi abraçado por cada um. Ele descreveu não como "tanto um fardo para consertar algo, era a liberdade de sermos capazes de mudar tudo o que quiséssemos". Guggenheim acrescentou que cada série seria afetada, exceto Legends of Tomorrow, uma vez que "o crossover inicia grande parte daquela temporada" e haveria "uma ramificação bastante grande". Após o crossover, Dries queria "tornar a vida de Kate um pouco mais integrada com toda essa loucura de ficção científica e alienígenas, e a densa mitologia entre" as outras séries, mas ainda manter a base estabelecida no início da temporada de Batwoman. No entanto, isso foi "um pouco complicado porque nossos personagens ainda não foram expostos a essa noção de múltiplos universos, super-heróis, poderes e outras coisas". Uma ação de Barry teria ramificações para o resto da temporada de The Flash. O objetivo do crossover para Wallace era "explorar aquele sentimento que os leitores em 1985 teriam tido, ao ler aquela história, com as mudanças tectônicas no mundo dos quadrinhos, por baixo". Ele chamou o Universo Arrow de um "divisor de águas" que "abre para um mundo totalmente novo".
Ao final do crossover, o universo foi reiniciado, com toda a série da The CW sendo exibidas na época - Arrow, The Flash, Supergirl, Legends of Tomorrow, Batwoman e Black Lightning - existentes no nova Terra-Prime; isso foi decidido indo para o crossover. Um novo multiverso também foi criado, com seis de suas Terras reveladas. Embora Guggenheim quisesse uma única Terra-Prime, o crossover não teria sido capaz de visitar os mundos de outras propriedades DC se isso tivesse sido feito. Um compromisso foi alcançado em que essas propriedades foram devolvidas a diferentes Terras no multiverso, e a série do Universo Arrow foi combinada em uma única Terra. Os personagens do Universo Arrow estão alheios ao multiverso recém-formado.
Guggenheim disse que "há uma oportunidade depois de" Crise "para revelar lentamente todas as mudanças estranhas", com cada série "tendo a chance de contar um pedaço dessa história". As mudanças incluem a filha de John Diggle e Lyla Michaels, Sara, retornando à linha do tempo após sua mudança em Ponto de Ignição, e Lex Luthor tendo mais qualidades heróicas. A volta do bebê Sara foi "muito importante" para Guggenheim e Schwartz em "Crisis", depois que eles quase o fizeram em "Elseworlds"; foi adiado até este crossover porque "pensaram que teria mais força se fosse parte da reinicialização universal". Os showrunners de Supergirl Robert Rovner e Jessica Queller vieram ao Guggenheim com a ideia de alterar Lex Luthor, algo que "todos estavam realmente entusiasmados". Em Batwoman, a irmã de Kate, Beth, retorna como uma pessoa separada da antagonista da temporada Alice;Dries chamou isso de uma "ressonância chocante" para a série.
A inclusão de Barry Allen de Miller da DCEU abriu mais possibilidades para cruzamentos entre os filmes DC e o Universo Arrow. O presidente da DC Films, Walter Hamada, revelou antes de "Crise", que a DC foi estruturada de uma forma que a divisão de televisão teve que liberar o uso de personagens com a divisão de filmes. Agora, a empresa poderia "realmente se inclinar para essa ideia [do multiverso] e reconhecer o fato de que pode haver um Flash na TV e um nos filmes, e você não precisa escolher um ou outro, e os dois existem neste multiverso".  Berlanti concordou, sentindo que "avançando, haverá mais oportunidade de fazer mais coisas como esta".

## Marketing
Boost Mobile foi um parceiro promocional para o evento. O primeiro teaser do crossover foi lançado em 10 de novembro de 2019. Em 15 de novembro, a The CW lançou uma série de teasers específicos do programa. Uma semana depois, o pôster do evento foi lançado. Um trailer completo foi lançado em 24 de novembro, seguido por trailers adicionais em 3 e 6 de dezembro.
Quando os trailers iniciais foram lançados em novembro, um logotipo com o personagem principal de cada série (exceto Oliver Queen) também foi lançado. Guggenheim disse que, naquela época, considerações jurídicas e financeiras impediam a inclusão do personagem de Amell no logotipo.Com o lançamento do trailer completo no mês seguinte, Oliver foi incluído no logotipo. De acordo com Guggenheim, isso se deveu à "criatividade de muitas pessoas muito inteligentes" e a "uma brecha". Ele tinha sido informado de que "apenas atores que aparecem em todas as cinco horas podem estar no cartão de título principal", e Amell não aparece no quinto episódio.

Postêr promocional para os dois episódios finais, que foi dito ser um "espelho" do primeiro cartaz.

Uma semana antes dos dois últimos episódios irem ao ar, um segundo pôster do crossover foi lançado. Russ Burlingame da Comicbook.com disse que o pôster era "um espelho para o primeiro pôster de "Crise", mas centrado na escuridão ao invés da luz", com diferentes slogans usados e "o Anti-Monitor em pé com as mãos levantadas e apontadas para baixo, enquanto o Monitor ficou com as palmas das mãos para cima e os braços ao lado do corpo." Blair Marnell do SuperHero Hype observou a localização "proeminente" da Supergirl e da Batwoman no pôster, mas apontou os Supermens da Terra-38 e 96 estavam "visivelmente ausentes". Amelia Emberwing da /Film sentiu que havia "muita coisa acontecendo" com o novo pôster, dizendo "algumas coisas são mundanas, mas outras partes contam uma história". Ela também notou o posicionamento proeminente da Supergirl e da Batwoman, mas para os outros Paragons "não há muito o que dizer sobre sua inclusão". Outras partes em que Emberwing se concentrou foi Nash Wells não mais em sua fantasia de Pariah, e John Diggle em uma roupa sua com "muito verde", esperando que isso significasse que haveria um aceno do Lanterna Verde, como havia sido provocado no passado para o personagem. Andy Behbakht da Screen Rant foi atraído pela revelação de Oliver como o Espectro, dizendo que o visual foi "fortemente influenciado pelo traje do Arqueiro Verde mais recente de Oliver, enquanto incluía a capa icônica que o Espectro usa nos quadrinhos". Escrevendo para Inverse, Eric Francisco destacou a colocação de Ryan Choi ao lado de Ray Palmer, o que sugere fortemente que Choi assumirá como o novo Atom após Ray Palmer" e o Raio Negro sendo um dos maiores focos do pôster implicava sua aparição na "Parte 3" não foi um acordo único".
Em 10 de janeiro de 2020, Amell lançou um trailer dos dois últimos episódios do evento. Um painel de bastidores moderado por Guggenheim e apresentando o primeiro assistente de direção de The Flash, Phil Chipera, a figurinista de Batwoman Maya Mani, a mestre imobiliária de Legends of Tomorrow, Lynda Chapple e o supervisor sênior de efeitos visuais do Universo Arrow, Armen Kevorkian, fez parte do DC FanDome em setembro 2020. O painel deveria originalmente apresentar uma cena excluída do crossover, mas não foi mostrado.

## Lançamento

### Exibição
"Crisis on Infinite Earths" começou com Supergirl em 8 de dezembro de 2019, continuando com Batwoman e The Flash em 9 e 10 de dezembro, respectivamente. O crossover foi concluído com Arrow e Legends of Tomorrow em 14 de janeiro de 2020. O episódio de Black Lightning de 9 de dezembro de 2019 vinculado ao evento. "Crisis Management", um recurso de bastidores, foi lançado em 16 de janeiro de 2020, com a compra de um passe digital para qualquer uma das séries.

### Mídia doméstica
Todos os cinco episódios de "Crisis on Infinite Earths" foram incluídos no lançamento em Blu-ray da oitava temporada de Arrow. Além disso, um DVD do crossover foi lançado na Região 2 em 25 de maio de 2020.

## Recepção

### Audiência
| № | Título                                                    | Exibição original      | Rating/share (18–49) | Audiência (em milhões) | DVR (18–49) | Audiência em DVR (milhões) | Total (18–49) | Audiência total (em milhões) |
| - | --------------------------------------------------------- | ---------------------- | -------------------- | ---------------------- | ----------- | -------------------------- | ------------- | ---------------------------- |
| 1 | "Crisis on Infinite Earths, Part 1 (Supergirl)"           | 8 de dezembro de 2019  | 0.7                  | 1.67                   | 0.4         | 1.00                       | 1.0           | 2.67                         |
| 2 | "Crisis on Infinite Earths, Part 2 (Batwoman)"            | 9 de dezembro de 2019  | 0.6                  | 1.71                   | 0.4         | 0.98                       | 1.0           | 2.68                         |
| 3 | "Crisis on Infinite Earths, Part 3 (The Flash)"           | 10 de dezembro de 2019 | 0.6                  | 1.73                   | 0.4         | 0.98                       | 1.0           | 2.71                         |
| 4 | "Crisis on Infinite Earths, Part 4 (Arrow)"               | 14 de janeiro de 2020  | 0.5                  | 1.41                   | 0.4         | 1.03                       | 0.9           | 2.44                         |
| 5 | "Crisis on Infinite Earths, Part 5 (Legends of Tomorrow)" | 14 de janeiro de 2020  | 0.5                  | 1.35                   | 0.4         | 1.02                       | 0.9           | 2.38                         |

As classificações de Supergirl foram uma alta temporada para a série, com a classificação e a participação no mesmo nível do primeiro episódio de "Elseworlds". Batwoman teve sua maior audiência desde sua estreia, e uma alta classificação e participação na temporada. The Flash também teve uma audiência de alta temporada, a maior desde 11 de fevereiro de 2019, ao mesmo tempo que correspondeu à sua alta classificação e participação na temporada.Arrow teve o maior número de espectadores da temporada, classificação e compartilhamento (o melhor da série desde "Elseworlds"), e o episódio Legends of Tomorrow estava bem acima de sua média da quarta temporada de 0,95 milhões de espectadores e 0,3 de classificação / compartilhamento.

### Resposta crítica

#### Supergirl
A avaliação do site Rotten Tomatoes deu para o episódio um índice de 100% de aprovação dos críticos baseado em 14 comentários, com uma classificação média de 8,97/10. O consenso do site disse: "O maior crossover da TV consegue unir esses diferentes universos, oferecendo muitas participações especiais, momentos dramáticos e reviravoltas surpreendentes que abalarão o Arrowverse para sempre."
Jesse Schedeen, do IGN, avaliou a primeira hora como 9 em 10. Schedeen chamou o episódio de "acessível" aos telespectadores e disse que não "perdeu de vista os riscos pessoais e emocionais deste conflito". Ele sentiu que o elenco de apoio da Supergirl foi "bem utilizado" e chamou o episódio de "muito crítico" para os fãs de Arrow, devido à morte de Oliver, embora ele se arrependesse do pequeno papel de Barry. Classificando o episódio como "A–", Sara Netzley da Entertainment Weekly disse que "nenhuma quantidade de assistir, ler e especular [poderia] realmente [nos preparar] para o heroísmo, as lágrimas, o sacrifício e as participações especiais". Caroline Siede, do The A.V. Club, chamou a abertura do episódio de "uma das mais emocionantes TV de super-heróis que eu já vi". De acordo com Siede, "Crisis" foi o primeiro crossover de Arrowverse "a entregar um episódio que parece uma parte significativa do crossover e uma parte significativa da Supergirl também." Observando que a cena entre Kara e Clark discutindo a destruição de Argo City parecia "como Thor: Ragnarok e Asgard, é o ethos de um povo", ela deu ao episódio um "B+". Dando ao episódio 4.5 de 4 estrelas, Kayti Burt do Den of Geek chamou a morte de Oliver de "um movimento de narrativa massivamente corajosa"; o episódio "definiu as apostas para a jornada crossover que viria." Sobre o elenco, Burt disse: "Ao manter o conjunto nesta parte da história relativamente pequeno, fomos capazes de passar mais tempo com todos eles, sem falar que checamos os personagens que são específicos para Supergirl"; "uma das melhores cenas" foi entre Alex e Lena.

#### Batwoman
A avaliação do site Rotten Tomatoes deu para o episódio um índice de 93% de aprovação dos críticos baseado em 14 comentários, com uma classificação média de 7,69/10. O consenso do site disse: "A parte dois do crossover ambicioso da DC é tão implacável quanto o primeiro, embora ainda mais suave nas bordas, manipulando com maestria muitos personagens, emoções e ovos de Páscoa para um resultado satisfatório."
Schedeen chamou o episódio de "o sonho de um nerd super-herói se tornando realidade", já que "se desdobra no drama emocional do personagem e consegue entregar alguns dos melhores momentos de ação ao vivo do Superman em muito tempo". Embora considere os momentos de Smallville como "o epílogo que os fãs merecem", ele disse que alguns fãs não iriam gostar deles. Schedeen chamou Routh de "um Superman sólido e um Clark Kent absolutamente fantástico". Ele escreveu que a segunda hora foi menos orientada para o enredo e o crossover poderia estar "se movendo muito lentamente para seu próprio bem", mas preferiu "priorizar os momentos do personagem em vez do enredo e do espetáculo". Schedeen chamou a subtrama do Poço de Lázaro de "uma adição desnecessária a um cruzamento já lotado", e avaliou o episódio como um 8,8 de 10. Chancellor Agard da Entertainment Weekly deu ao episódio um "B +": "Batwoman's Part 2 do crossover teve sucesso onde a Parte 1 tropeçou um pouco. Sim, o episódio de hoje foi tão ocupado (e cheio de camafeu), mas fluiu suavemente e tudo de as batidas importantes chegaram. "Agard creditou à tarefa simples dos heróis em busca dos Paragons por que o episódio funcionou tão bem, e a aparência de Conroy foi "realmente algo". Embora Agard tenha considerado os momentos de Smallville uma "decepção", eles eventualmente fizeram sentido porque "Smallville sempre foi sobre Clark Kent [e] seu desejo de viver uma vida normal, apesar de seus poderes". Alani Vargas do The A.V. Club disse que "os roteiristas fizeram um ótimo trabalho ao inserir algumas das versões mais famosas do Superman" no episódio, observando que outros personagens e elementos de Batwoman tiveram "a ponta curta do bastão" no crossover; Vargas classificou o episódio como "B". Delia Harrington do Den of Geek deu ao episódio 4 de 5 estrelas.

#### The Flash
A avaliação do site Rotten Tomatoes deu para o episódio um índice de 100% de aprovação dos críticos baseado em 11 comentários, com uma classificação média de 9,14/10. O consenso do site disse: "Um episódio emocional que tem um impacto surpreendente, 'Crisis on Infinite Earths' prepara o palco para uma estréia de inverno comovente."
Schedeen escreveu que "as rachaduras estão definitivamente começando a aparecer" com o episódio The Flash, destacando o número de novos personagens introduzidos e seu enredo abrangente. Ele disse que Ryan Choi poderia ter sido apresentado antes do crossover para "tirar um pouco da história de fundo do caminho", e a história do purgatório "merecia muito mais atenção" do que o tempo permitia. De acordo com Schedeen, era óbvio que em algumas cenas todos os atores não foram filmados juntos. No entanto, "este episódio nunca perde de vista o apelo central de Crisis": dar aos personagens "seus grandes momentos e celebrar as conexões que esses personagens estabeleceram". Schedeen elogiou o sacrifício do Flash da Terra-90, a introdução do Raio Negro ao Universo Arrow, a pontuação de Blake Neely e a participação especial de Lúcifer, avaliando o episódio em 8 de 10. Agard disse que a morte do Flash da Terra-90 foi uma "maneira inteligente de salvar Grant Gustin daquele destino e ao mesmo tempo encerrar aquele fio de uma forma que fosse satisfatória e não parecesse um trapaceiro completo". Ele gostou de J'onn J'onnz e Iris West tendo papéis mais substanciais neste crossover do que os anteriores, nos quais foram marginalizados ou subutilizados. Para Agard, a introdução do Raio Negro foi "a definição de gratificação atrasada. Ver Cress interagir com todos nesta cena foi algo incrível, porque estávamos esperando que isso acontecesse e, mais importante, o roteiro faz um bom trabalho de sintetizando quem esse cara é para os espectadores não-Black Lightning." Classificando o episódio como "A–", ele concluiu: "No geral, eu meio que adorei esse episódio. Claro, ele definitivamente mudou um pouco rápido demais e às vezes perdi a noção da história. Mas tinha um coração imenso. Não apenas isso, mas também melhorou o que a Parte 2 fez."
Scott Von Doviak da The A.V. Club também deu ao episódio um "A–, chamando o crossover" de uma bagunça quente, não há dúvida sobre isso. Chamá-lo de overstuffed seria um eufemismo ... Existem subtramas de cinco minutos aqui que poderiam ter sido episódios inteiros das várias séries que compõem o Arrowverse, e a coisa toda parece que poderia voar aos pedaços como o Flash na esteira cósmica a qualquer momento. Mas é isso que o torna tão divertido. "Von Doviak chamou a subtrama do purgatório apressada, e a morte do Flash da Terra-90 fez "toda a angústia da primeira metade da temporada [Flash] parecer um pouco barata". o final do episódio "uma espécie de imitação de Avengers: Infinity War... mas no que diz respeito aos obstáculos para nos segurar até depois das férias, ele servirá." Dando ao episódio 5 de 5 estrelas, Mike Cecchini de Den of Geek escreveu que o crossover e este episódio tiveram sucesso em "entregar mais de 100 episódios de recompensa emocional e narrativa" como "o clímax do crossover mais ambicioso da história da televisão".

#### ArroweLegends of Tomorrow
Para o episódio Arrow, a avaliação do site Rotten Tomatoes deu para o episódio um índice de 79% de aprovação dos críticos baseado em 14 comentários, com uma classificação média de 7,4/10. O consenso do site disse: ""Crisis on Infinite Earths", quarto capítulo, remodela o universo de forma estimulante graças ao próprio Arrow e a uma participação especial de Ezra Miller, mesmo que repetir o mesmo sacrifício duas vezes dilua o impacto dessa despedida de Oliver Queen." o site deu para o episódio de Legends of Tomorrow um índice de 100% de aprovação dos críticos baseado em 8 comentários, com uma classificação média de 9,84/10.

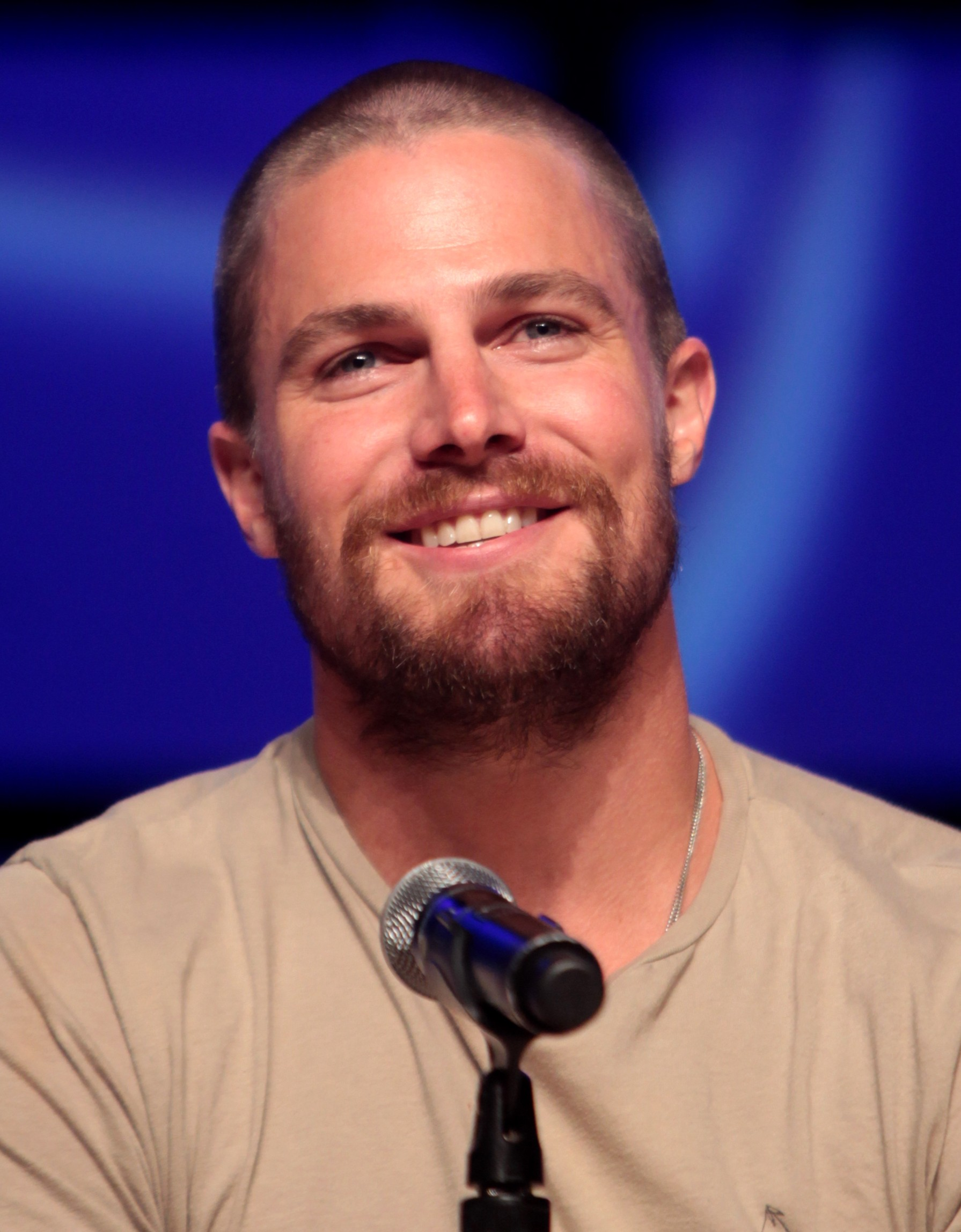
O desempenho de Stephen Amell no episódio de Arrow foi mais elogiado.

Schedeen classificou as duas últimas partes como 9 de 10: "Os dois capítulos finais de "Crisis on Infinite Earths" consolidam este crossover como a aventura do Universo Arrow mais divertida e ambiciosa de todos os tempos." Preocupado que o crossover se dobraria sob seu próprio peso na parte três, Schedeen ficou feliz no episódio de Arrow que sua "consolidação do elenco em um punhado de heróis e algumas entidades cósmicas realmente ajudaram a reorientar e lembrar os espectadores do que está em jogo. " Embora gostasse de ver o lado humano do Monitor, ele não podia dizer o mesmo do Anti-Monitor, que era apenas "uma ameaça sem rosto e um saco de pancadas obrigatório e todo-poderoso nesses dois episódios finais". Schedeen chamou o sacrifício de Oliver de "um fim adequado" para o personagem, justificando a decisão de ressuscitá-lo após seu sacrifício na primeira parte. Fez "ainda mais para fechar o círculo do personagem e completar seu arco. A história de Ollie sempre foi sobre os sacrifícios que ele faz para um bem maior e que melhor maneira de terminar essa história do que ter o primeiro herói do Universo Arrow dando sua vida para que seus melhores heróis podem continuar a luta?" Sobre o episódio de Legends, ele escreveu que o "final consegue equilibrar habilmente o tom caprichoso e autoconsciente de Legends com a gravidade necessária enquanto nossos heróis confrontam o Anti-Monitor uma última vez." Schedeen escreveu que a parte cinco "consegue conciliar suas muitas partes móveis com elegância", e ele gostou do perfume final e da criação da versão do Universo Arrow da Liga da Justiça.
Sobre a parte quatro, Agard escreveu que os flashbacks da Força de Aceleração eram "muito bregas e lembram coisas que Arrow fez no passado. Por outro lado, achei muito eficaz em nos colocar na mentalidade para a batalha final e, mais importante , o fim de Arrow... seu episódio honra sua conexão com os outros programas e como a existência desse programa criou tanto." A morte de Oliver neste episódio "trouxe um impacto muito mais emocional [sobre o da primeira parte] por causa das performances dos três atores." Sobre o episódio de Legends, Agard ficou "surpreso com o quão forte" ele era: "O último episódio de um crossover é geralmente o mais fraco porque a grande batalha acaba tendo precedência sobre os momentos dos personagens, mas esse não é o caso aqui." Ele classificou ambos os episódios com "A-". Delia Harrington do Den of Geek chamou os dois episódios finais de "muito diferentes, mas igualmente atraentes". Harrington elogiou as performances de Amell e Benoist e gostou das participações especiais dos episódios finais e dos Easter eggs. Como Agard, ela descobriu que a morte de Oliver nesses episódios "estava muito mais de acordo com o que seu personagem merecia". Sobre a parte cinco, Harrington disse: "O princípio que rege este episódio foi a estética das calças banana de Legends, e é exatamente disso que ela precisava", observando a aparição do Beebo gigante. Dando aos episódios 4 de 5 estrelas, ela concluiu: "Para aqueles de nós que anunciavam Arrow como a melhor propriedade de super-heróis em qualquer tela, grande ou pequena, na primeira temporada, isso é realmente o equivalente televisivo à narrativa no nível do final de jogo. Alguns dos antigos heróis se foram. Novos heróis surgem em seus lugares. O fandom lamenta, mas também podemos celebrar todas as novas histórias que há para contar."
Kate Kulzick do The A.V. Club foi mais negativo sobre o episódio de Arrow, dando um "C–". Ela disse: "A contribuição de Arrow para o crossover não apenas falha em corresponder aos riscos dramáticos daquele momento de angústia, mas também prejudica a boa vontade gerada pelos três primeiros episódios, recauchutando o solo antigo e enviando o crossover mancando ao seu final." Kulzick ficou desapontado que os poderes divinos do Monitor e do Anti-Monitor foram mal explicados e chamou os momentos da Força de Aceleração de "arbitrários" no que poderia ter sido "uma oportunidade maravilhosa de reviver e re-imaginar os pontos altos de cada uma das histórias dos programas do Universo Arrow." Na abordagem da batalha final entre os Paragons e o Anti-Monitor, ela sentiu que o episódio "realmente começa a desmoronar". Ao contrário de Agard e Harrington, Kulzick chamou a morte de Oliver de "uma sombra pálida do fim cru e emocional da primeira parte", e "uma maneira decepcionante de mandá-lo embora". Allison Shoemaker do The A.V. Club chamou alguns dos conceitos do episódio de Legends de "frágeis": "O enredo é bom. Os personagens e suas reações ao que aconteceu, àquela perda e ao novo status quo, é o que realmente bate em casa." Destacando a conversa de Barry e Sara, seguida por Sara e Diggle, Shoemaker classificou o episódio como "B+".

## Crisis Aftermath
Crisis Aftermath é um aftershow que foi ao ar após o episódio de Supergirl em 8 de dezembro e após o episódio de The Flash em 10 de dezembro. O show, que foi "uma profundidade para explorar" o crossover, foi apresentado por Kevin Smith. Entertainment Weekly ajudou a desenvolver o aftershow, que incluiu discussões com os produtores executivos Guggenheim, Dries, Rovner, Shimizu e Wallace; as estrelas Cryer, Garrett, McNamara e Conroy; e a convidada do painel Dani Fernandez, entre outros. O escritor da Entertainment Weekly, Chancellor Agard, apareceu em um segmento "ajudando a quebrar a destruição multiversal" vista no crossover.
| N.º | Convidados | Exibição original      | Audiência nos EUA (milhões) |
| --- | --- | ---------------------- | --------------------------- |
| 1   | "Marc Guggenheim, Dani Fernandez, Katherine McNamara, LaMonica Garrett, Chancellor Agard, Robert Rovner, Caroline Dries, Marc Bernardin" | 8 de dezembro de 2019  | 0.67                        |
| 2   | "Marc Guggenheim, Dani Fernandez, Jon Cryer, Eric Wallace, Chancellor Agard, Kevin Conroy, Robert Wuhl, Geoff Johns, Keto Shimizu"       | 10 de dezembro de 2019 | 0.72                        |